# Hostel (film)
Hostel – amerykański film fabularny z 2005 roku w reżyserii Eliego Rotha. Film przynależy do podgatunku horroru, zwanego gore.

## Opis fabuły
Josh i Paxton przyjeżdżają ze Stanów Zjednoczonych do Europy w poszukiwaniu nowych wrażeń. Poznają tutaj Oliego, z którym ruszają dalej. W Amsterdamie dowiadują się, że na Słowacji znajduje się hostel pełen samotnych spragnionych wrażeń dziewczyn. W hostelu zamieszkują w pokoju razem z dwiema współlokatorkami: Natalyą i Svetlaną, które na początku są właśnie takie jak w opowiadaniach. Josh, Paxton i Oli poznają coraz bliżej współlokatorki: chodzą razem na imprezy, a później uprawiają z nimi seks bez ograniczeń. Po pierwszej nocy zostaje porwany Oli. Josh i Paxton zaczynają go szukać. Wieczorem znów idą na imprezę z Natalyą i Svetlaną, na której Paxton zatrzaskuje się w magazynku. Rano okazuje się, że zaginął Josh. Paxton zaczyna przeczuwać, że dzieje się coś złego i rozpoczyna poszukiwania kolegi. W pubie spotyka Natalyę i Svetlanę. Natalya zabiera go do fabryki, którą widział na zdjęciu przesłanym MMS`em rzekomo przez Oliego. Paxton zostaje złapany i po pewnym czasie przychodzi do niego człowiek, który chce go zabić. Najpierw odcina mu dwa palce u dłoni piłą mechaniczną. Po chwili podchodzi drugi raz, lecz na ziemi leży we krwi knebel, który miał w ustach Paxton i oprawca biegnąc przewraca się na nim, a piła ucina mu nogi. Okazuje się, że w fabryce ma siedzibę Loża Łowiecka, gdzie każdy, zapłaciwszy odpowiednią kwotę, może torturować i zabić osobę z wybranej rasy. Gdy Paxton znajduje się już przed budynkiem, słyszy krzyki Azjatki poznanej w hostelu, więc postanawia wrócić i jej pomóc. Gdy znajduje ją jest ona torturowana poprzez przypalanie palnikiem acetylenowym przez oprawcę. Paxton zabija go, a następnie ucina nożycami wyrwaną gałkę oczną wiszącą z oczodołu Japonki. Później uciekają razem samochodem przed pościgiem ochroniarzy z Loży, po drodze natyka się Natalye i Svetlanę, które zabija rozjeżdżając. Gdy dojeżdżają na dworzec kolejowy, Azjatka, widząc swą straszliwie okaleczoną twarz, rzuca się pod pociąg. Paxton na dworcu zauważa jednego z katów, jak ten wchodzi do toalety, idzie za nim, następnie zabija go w toalecie, wcześniej skalpelem ucinając mu także dwa palce.

## Obsada
| - Jay Hernandez – Paxton - Derek Richardson – Josh - Eyþór Guðjónsson – Oli - Barbara Nedeljáková – Natalya - Jana Kaderabkova – Svetlana - Jennifer Lim – Kana - Keiko Seiko – Yuki - Paula Wild – Monique - Lubomir Bukovy – Alexei - Jana Havlickova – Vala - Vanessa Jungova – Saskia - Josef Bradna – Rzeźnik - Ota Filip – Muttonchop - Drahoslav Herzan – Bob | - Petr Janis – chirurg z Niemiec - Jan Vlasák – biznesmen z Holandii - Rick Hoffman – biznesmen z Ameryki - Martina Kralickova – Edwige - Petra Kubesova – Svetlana Shemp - Christopher Allen Nelson – policjant - Nick Roe – Stan - Vladimir Silhavecky – Yuri - Miroslav Táborský – przyjazny policjant - Natali Tothova – Natalya Shemp - Radomil Uhlir – naćpany manager - Philip Waley – Alfie - Katerina Vomelova – Dominique - Takashi Miike – Miike Takashi |

## Zdjęcia
Zdjęcia do filmu zrealizowano w Czechach (Český Krumlov, Praga).

## Budżet i dochód
Eli Roth zaczynał produkcję mając 2 miliony USD. Dopiero w środku zdjęć udało mu się zebrać 4,8 mln USD, które pozwoliły na dokończenie filmu. Film zarobił ponad 80 milionów USD, choć jego budżet nie przekroczył 5 mln USD. Lepszy wynik osiągnął tylko film Piła Jamesa Wana, którego budżet wyniósł 1 milion USD, a zyski przekroczyły 100 mln USD.

## Kontynuacja
Po czterech dniach obecności w amerykańskich kinach, producenci i realizatorzy Hostelu zdecydowali się nakręcić sequel horroru.

## Nagrody
Film otrzymał najwięcej nominacji do nagród Fangorii. Jay Hernandez główny bohater filmu był nominowany do nagrody najlepszych filmów grozy w kategorii "Facet, z którym nie warto zaczynać."